# Perissomastix idolatrix
Perissomastix idolatrix är en fjärilsart som beskrevs av László Anthony Gozmány och Lajos Vári. Perissomastix idolatrix ingår i släktet Perissomastix och familjen äkta malar. Inga underarter finns listade i Catalogue of Life.